# Стойка Николаеску
Щефан-Стойка Николаеску (на румънски: Ștefan-Stoica Nicolaescu) е румънски археолог, историк и славист от арумънски произход, член-кореспондент на Българската академия на науките.

## Биография
Роден е на 25 март 1878 година във влашко семейство в българо-влашкия македонски градец Крушево. Поради преследванията от страна на османските власти, семейството му емигрира в Румъния. Основно и гимназиално образование получава в Крайова, след което завършва Букурещкия университет. Специализира в Софийския и Белградския университет и след това получава докторска степен в Пражкия по славистика. Участва в Междусъюзническата война в 1913 година, както и в Първата световна война в 1916 – 1918 година. По време на войната е направен кавалер на „Румънска звезда“ с мечове и лента за военни заслуги, както и кавалер на „Румънска корона“ с мечове, награден е с възпоменателния кръст „Карпати“, с „Медала на победата“, Ордена „Света Анна“ и други. Участва в лингвистичния екип на Версайската конференция от 1919 година.
След войната става редовен професор в катедрата по славянски езици на Висшето военно училище, професор в Артилерийската, инженерна и военноморска школа, преподавател по румънски език и история в Подготвителното офицерско училище и служи като инспектор в Министерството на вероизповеданията и изкуствата, преводач от славянски езици в Румънската академия и Държавния архив. Николаеску изследва на архивите на Франция, Гърция и в частност на архивите на Унгария, Сърбия, България и Турция, като съставя и публикува богата колекция от документи.
Публикува 83 научни труда, първият от които е „Македонските румъни“ на конференция на Студентския конгрес в 1899 година. Специалист е по историята на южнодунавските славяни и добре запознат със славянски и славяно-румънски текстове. Николаеску прави много пътувания до Света гора, където открива и публикува и интерпретира важни ръкописи. В 1905 година публикува „Славяно-румънски документи относно отношенията на румънската държава и Молдова с Трансилвания през XV и XVI век“ (Documente slavo-române cu privire la relațiile Țării Românești și Moldovei cu Ardealul în sec. XV și XVI), творба, наградена от Румънската академия на науките.
Стоица Николаеску е член на Румънското кралското географско дружество, на Румънското номизматично дружество, на Управителния съвет на Съюза на румънските публицисти, на Историко-археологическото църковно дружество в Кишинев, на Българския археологически институт в София. Член-кореспондент е на Българската академия на науките.
Умира на 20 октомври 1941 година.